# Ketapi
Ketapi is een bestuurslaag in het regentschap Bengkulu Utara van de provincie Bengkulu, Indonesië. Ketapi telt 111 inwoners (volkstelling 2010).